# Astropolis
Astropolis est un festival de musique électronique se déroulant au bois de Keroual, près de Brest, ainsi que dans divers lieux emblématiques de la ville, entre la fin du mois de juin et le début du mois de juillet. 
C'est le plus ancien festival de musiques électroniques en France encore en activité, il rassemble chaque année entre 10 000  et   30 000 personnes, chiffre difficilement estimable en raison de sa dispersion, tant temporelle que spatiale. En quelques années, il a réussi à s'imposer comme un grand évènement électro/techno français, aussi bien par l'affluence (20 000 personnes pour la soirée de clôture en 2005) que par les artistes présents.
Le festival se décline également en diverses versions, en hiver et au printemps. Il possède également ses propres labels de musiques.

## Historique

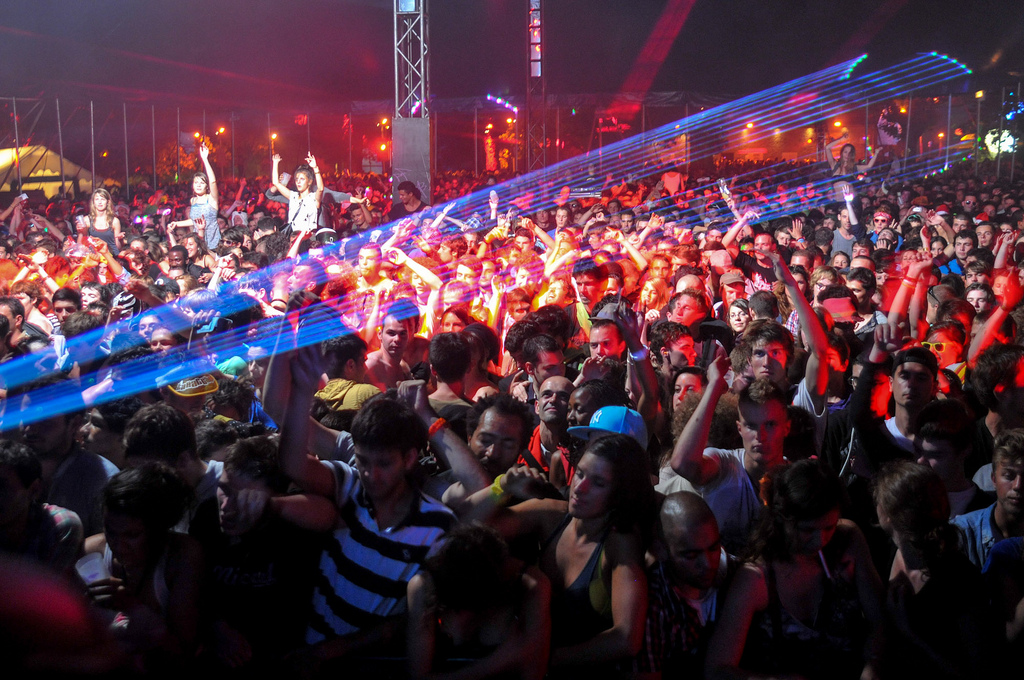
Scène Astrofloor, en 2012.

Gildas Rioualen et Matthieu Guerre-Berthelot, les deux fondateurs du festival, se rencontrent en 1992 à Brest. Ils cherchent a créer une rave dans les années suivantes, sans résultat. Mais en 1995, sous le nom des Sonics il réussissent a organiser une rave clandestine dans un champ du Finistère-Nord, à Kernouës,. La première édition se déroule donc dans un contexte répressif à l'encontre des raves après les interdictions en 1993 à Amiens et la publication du rapport Les soirées raves : des situations à hauts risques de la MILAD (branche de la DGPN chargée de la lutte antidrogue) en janvier 1995 sous l'égide du ministre de l'intérieur de l'époque, Charles Pasqua,. La création du festival Astropolis accouche de la création du groupe Sonic Crew, dont Gildas Rioualen fait partie. 
Pour l'édition 1996, le festival se déplace au Parc des expositions de Lorient et devient une des rares raves officielles. 
Il se déroulera ensuite de 1997 à 2000 au château de Kériolet à Concarneau. Mais celui-ci commençant à se fragiliser, plus une affluence grandissante d'année en année ne permettant plus un bon accueil à Concarneau, le festival redéménage.
Depuis 2001, le festival se déroule au manoir de Keroual, à Guilers, près de Brest, avant de s'étendre à toute la ville à partir de 2003. 
En 2005, le festival accueille le dernier concert du groupe punk Bérurier Noir. Malgré un faux nom pour maintenir la surprise, la nouvelle fuite. Près de 20 000 festivaliers arrivent sur le site principal au manoir de Kéroual. Avec des difficultés à gérer un public de « punks énervés » (selon les dires de Gildas Rioualen), l'organisation décide de maintenir les éditions suivantes à une jauge de 10 000 festivaliers sur le site principal.
Le concept d'Astropolis s'inspire de la Zone autonome temporaire, théorisée par Hakim Bey[réf. souhaitée] en 1991. Les concerts présentés balayent de larges pans de la culture électronique ; par exemple en 2015, les scènes présentent de la techno avec Squarepusher ou la techno de Détroit avec Robert Hood, des inclassables comme Koudlam, à la techno hardcore, elle-même présentant le frenchcore de Manu le Malin, le gabber de Ruffneck et le gabber indus d'Igneon System.
Au cours des années, le festival a vu passer les plus grands noms de la scène techno, comme Laurent Garnier, Jeff Mills, Elisa Do Brasil, Manu le Malin, Charlotte de Witte, Carl Cox, ou Paula Temple (pour ne citer qu'eux).

## Le Festival

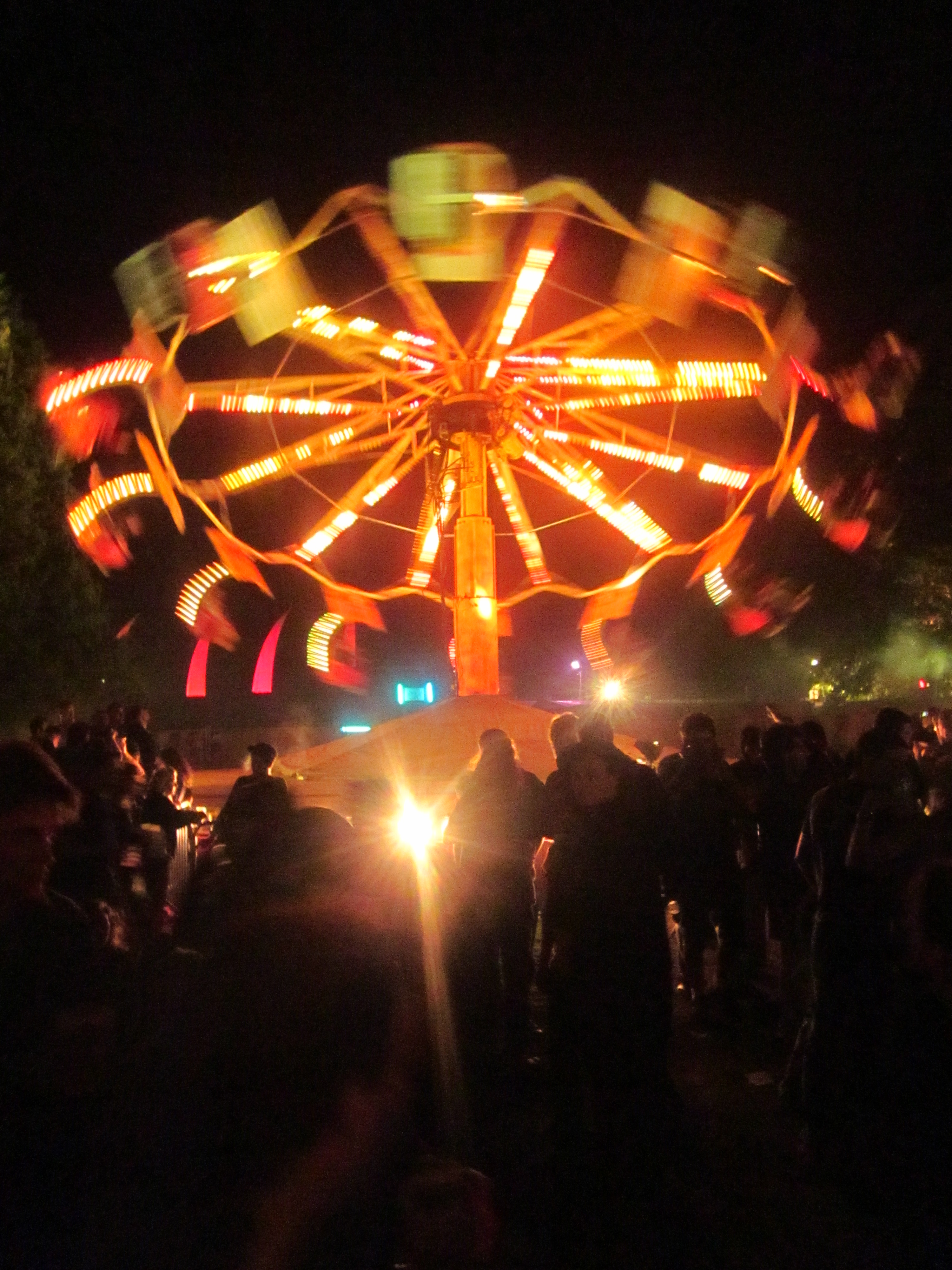
Un manège tournant durant l'édition 2011.

Depuis 2003, le festival se déroule sur quatre à cinq jours dans toute la ville.
Le mercredi lance le festival avec l'Astrokids, aux Ateliers des Capucins. L'objectif est de faire découvrir aux enfants l'univers de la musique électronique, avec une dizaine d'activités proposées tout au long de l'après-midi (yoga, maquillage, initiation à la musique électronique…),.
Le jeudi, plusieurs soirées peuvent être organisées, selon les années, sur différents lieux, comme à La Carène, à la Suite, aux Ateliers des Capucins, ou au Port de commerce (sur les quais, dans le cadre des Jeudis du port), avec des concerts gratuits.
Le vendredi, trois évènements prennent place, avec en début de soirée l'Astrococktail, à la Passerelle Centre d'art contemporain, mettant en scène musique électronique et art contemporain. Puis prennent place les deux soirées de l'AstroClub, à la Suite, et du Cabaret Sonique, au Cabaret Vauban.
Le samedi est la journée la plus active du festival. On y retrouve tout l'après-midi différents open air. On peut citer par exemple le Mix'n boules, un tournoi géant de pétanque sur une grande place de la ville sur fond de musique électronique. Le festival organise également des ateliers toute la journée, comme par exemple des sessions de méditations musicales, ou des cours d'autodéfense féministe.
Le plus gros open air a lieu habituellement à Beau Rivage, devant le Musée de la Marine, dans le parc du château de Brest, le samedi après-midi. Pour autant, et à la suite du décès d'un des participants dû à une chute dans la base militaire de la rade de Brest lors de l'édition 2023, le festival décide de changer la localisation du rendez-vous principal du samedi après-midi en le déménageant au jardin Kennedy pour l'édition 2024.
En début de soirée, un convoi est organisé pour rejoindre le lieu du festival en vélo et en musique.
Le samedi soir, à partir de 22h, et jusqu'à 7h30 du matin le lendemain, prend place l'apogée du festival, au manoir de Keroual. De nombreux artistes se relaient toute la nuit du samedi au dimanche sur les quatre scènes thématiques du parc de Keroual. La scène principal, l'Astrofloor, met en scène les têtes d'affiche du festival. La Cour, seconde scène du festival, met en scène des artistes techno avant-gardistes, avec des consonances plus grooves ou disco. La Mekanik, la troisième scène, est consacrée aux musiques électroniques hardcore. C'est le DJ Manu le Malin qui gère la programmation de cette scène. Enfin, la dernière scène, le Dôme, met en scène les artistes du grand ouest de la France, et ceux du label du festival, du même nom : Dôme.
La scénographie, le lieu, les artistes et l'ambiance du festival contribuent au succès du festival.
Enfin, le dimanche, pour clore le festival, l'After est organisé au Cabaret Vauban.
D'autres évènements ont eu lieu au fil des années, et ne sont plus forcément sur la programmation du festival de nos jours :
- Tremplin du Grand Ouest : réunion des meilleurs espoirs de la musique électronique en Bretagne et dans l'ouest de la France.
- Casa Havana : depuis 2010, émissions (interviews et mixes) de Radio U en direct et en public du mercredi au samedi.
- Les Studios : en 2010, diffusion du film Berlin Calling, réalisé par Hannes Stöhr et avec Paul Kalkbrenner.
- Nazeem in the street : exposition et démonstration de graff dans la rue sur une ambiance de musique électronique le samedi.
- Plaisance sonique (plage du Moulin Blanc).

## Autres évènements
Chaque année, le festival se décline en différentes soirées. On retrouve par exemple : 
- Astropolis Hiver, organisé à la Carène à Brest depuis 2012[22], est l'édition d'hiver du festival[23].
- Spring, une soirée plus intimiste, qui se déroule le week-end de l'Ascension, au printemps, sur l'ancien site du festival, au château de Kériolet, à Concarneau, mais avec une capacité limitée à environ 1500 personnes[24]. L'organisation ne diffuse pas les artistes présent, et gardent la surprise jusqu'à l'ouverture du site à 22h.
- Fortress, organisé au fort de la Penfeld à Brest, le premier week-end de septembre[25].

## Label de musique
En 2012, le festival lance un label de musique, Astropolis Records, avec différents DJ résidents signés, qui parcourt les routes de France. On compte dans ce label des noms comme Manu le Malin, Sonic Crew, Madben, ou encore W.LV.S (The Driver & Electric Rescues). Le premier album de ce label est celui de Madben, en 2018.
En 2020, le festival lance son label de musique, Dôme. Contrairement à Astropolis Recors, Dôme a plus pour vocation de faire découvrir la scène locale (bretonne ou française), en les accompagnant dans leurs projets, et en leurs permettant de se produire en live, comme sur la scène Dôme le samedi soir du festival à Keroual. Le label est supporté par des pointures du monde de la musique électronique, comme Laurent Garnier.

## Engagements
Si le festival est principalement tourné vers les musiques électroniques, il propose également des activités culturelles et artistiques, telles que des expositions, des ateliers, des conférences et des projections de films. Le festival s'engage à promouvoir l'innovation, la créativité et l'expression libre, en offrant un espace d'échange et de découverte.
Le festival s'engage dans la lutte contre les violences sexistes et sexuelles qui peuvent parvenir dans les milieux festivaliers. Pour cela, depuis quelques années, il propose des cours d'autodéfense féministe, lors d'ateliers disponibles. Des équipes de sensibilisations sont également présentes sur les différents sites. 
Le festival s'engage également pour une fête plus éco-responsable. Que ce soit sur le transport des festivaliers, ou sur la mise en place de circuit-court avec des brasseurs locaux et des restaurateurs utilisant principalement des produits du terroir breton.
Le festival décide ainsi de valoriser la bienveillance, l'égalité et l'écologie.